# 極楽とんぼ
極楽とんぼ（ごくらくとんぼ）は、日本のお笑いコンビ。1989年8月に結成し、吉本興業からデビュー。1993年より『とぶくすり』にレギュラー出演し、後継番組の『めちゃ×2イケてるッ!』にレギュラー出演。主な略称は「極楽」。
2006年に山本圭壱が不祥事により吉本興業を解雇され、以降約9年間加藤浩次の単独活動状態に入る。2016年に山本が吉本興業に復帰し、コンビとしての活動を再開。2021年に加藤と吉本興業との契約が終了。以降、加藤は個人事務所「82Style」に所属。

## メンバー

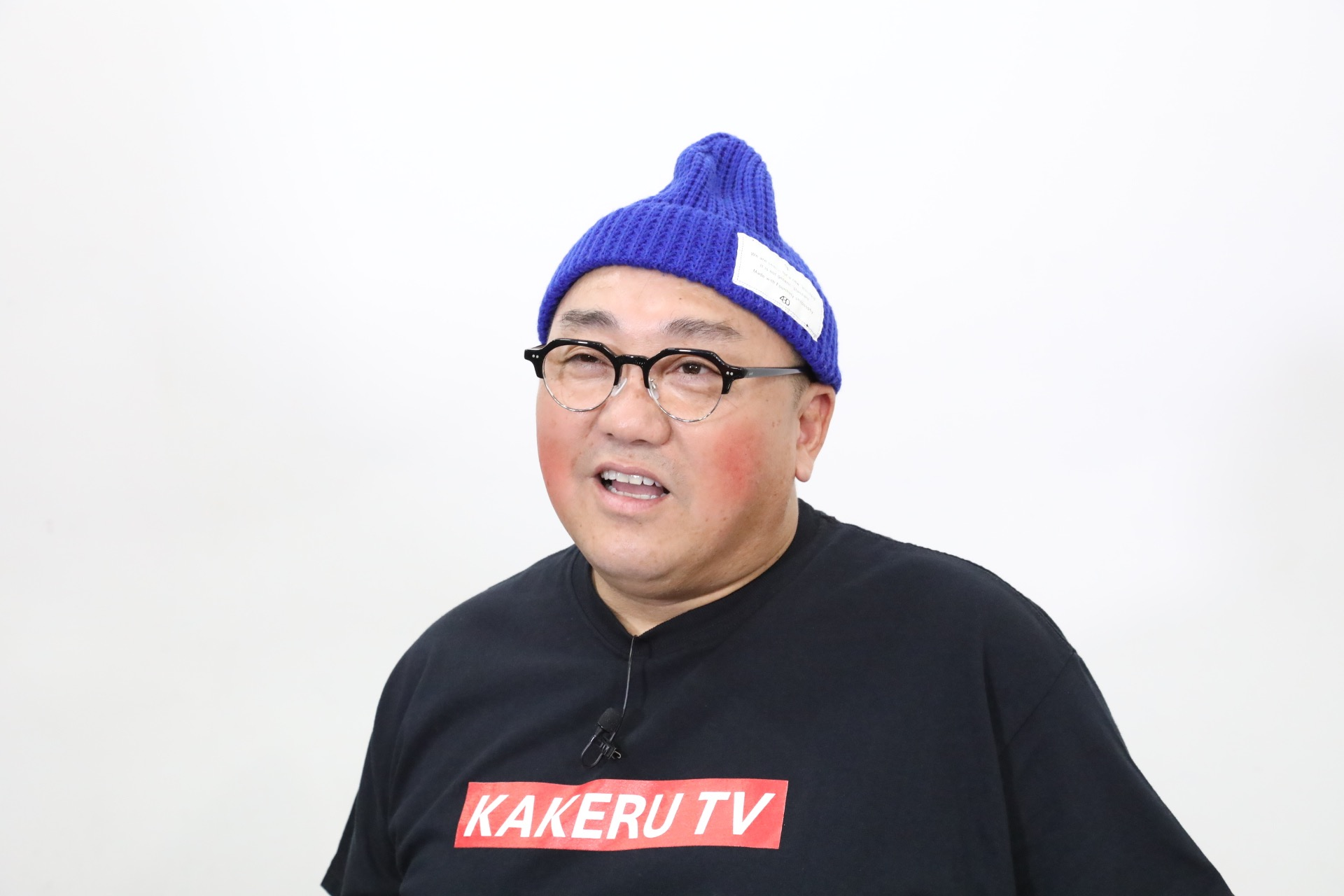
山本圭壱（2017年10月）

- 山本 圭壱（やまもと けいいち、本名:山本 圭一 1968年2月23日（57歳） - ）

ボケ(時々ツッコミに回る)担当、立ち位置は向かって左(かつては右)。広島県出身。2006年に不祥事により吉本興業を解雇となり、芸能活動を休止。2015年に芸能界に復帰、2016年に吉本興業に復帰した。主な愛称は「山さん」。妻は西野未姫。

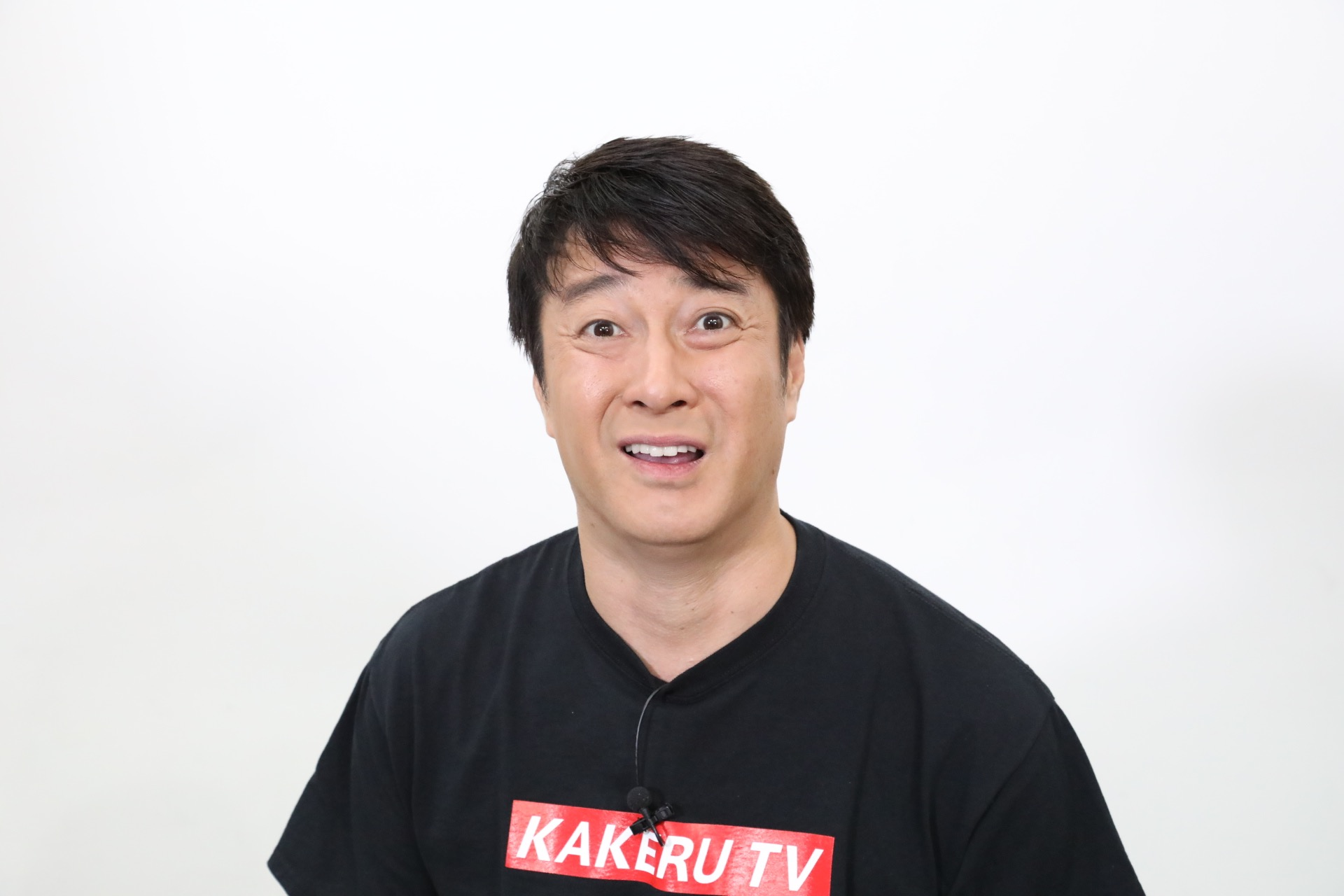
加藤浩次（2017年10月）

- 加藤 浩次（かとう こうじ、本名:加藤 浩二 1969年4月26日（56歳） - ）

ツッコミ(ボケに回ることも多い)・ネタ作り担当、立ち位置は向かって右(かつては左)。北海道出身。
主な愛称は「コージ」「カトさん」「狂犬」。妻は緒沢凛。

## 来歴
1989年2月に佐藤B作が主宰する「劇団東京ヴォードヴィルショー」の研究所「闘魂塾」の第4期生として2人が入団し出会う。同期の櫻庭博道を含めた3人でコントライブ『ラ・ママ新人コント大会』に出演。トリオ名を決める際に山本は『なまけものブラザーズ』を考えていたが、加藤が『極楽とんぼ』がかっこいいと提案し決定。松田優作の墓跡のうらに刻まれていた極楽とんぼから由来（あくまで加藤が山本を説得するための嘘であり、実際には書かれていない。山本がこの事実を知ったのは結成から8年後の事であり、取材の場で由来を語った時に加藤から「あれはウソだった」と告げられた）。加藤は「旅をする2人」というイメージでこのコンビ名を考えており、「旅番組がしたいと思っていました」「旅番組をやるためにつけたようなコンビ名です」とも発言している。
その後2人はヤングサンデー誌内の広告で吉本が東京進出にあたって新人を募集していることを知り、学費滞納などもあってか研究所を退団。櫻庭はその後も劇団東京ヴォードヴィルショーに残留している。東京吉本の吉本バッタモンクラブの第1期オーディションに合格し、同年8月にデビュー。コンビを組んだきっかけは山本が大の広島東洋カープファンであり、広島の名選手である山本浩二を敬愛していたが故に加藤の名前が「コウジ」であったことから運命を感じ、コンビ結成に至った。なお加藤の本名は山本浩二と同じ「浩二」であり、山本の弟の名前は同音異字の「浩司」である。
1990年、『新伍&紳助のあぶない話』（関西テレビ）で前説を担当。その後、深夜番組『新しい波』に出演したのを機にナインティナイン・よゐこ・本田みずほ・光浦靖子（オアシズ）らと共に、当時ディレクターの片岡飛鳥によって『とぶくすり』のレギュラーに抜擢される。以後も片岡が担当した番組『めちゃ²モテたいッ!』（初期は山本のみレギュラー）や『めちゃ²イケてるッ!』に出演。1998年頃からコンビとしての人気が上昇し、次第に仕事が増えていった。
2000年代以降は2人とも俳優業にも活動の幅を広げ、加藤は司会者としての仕事が増え、山本も社会人野球チーム・茨城ゴールデンゴールズに所属。個別で活動していくことが多くなっていった。
2006年7月18日午後、山本が起こした淫行騒動を受け、吉本興業が記者会見で山本の芸能活動停止（専属芸能家契約の解除）を発表し、コンビとしての活動は停止となった。以降加藤は単独で芸能活動を継続。「事実上のコンビ解散、事実上の芸能界引退」と報道されたが、加藤は同年7月21日放送の『金曜JUNK 極楽とんぼの吠え魂』の最終回放送にて「解散は自分と山本が決めること」「引退は山本が決めること」と話していた。
山本の不祥事以降、コンビで出演した番組の再放送や総集編等で山本が出演しているシーンは基本的に放送されず（詳しくは山本圭壱の項目を参照）、放送されても顔にボカシなどの処理が施されていた。コンビとしての活動停止後も『めちゃイケ』のEPGでは加藤に関しては「加藤浩次（極楽とんぼ）」と表示され、加藤は『金曜JUNK2 加藤浩次の吠え魂』（TBSラジオ）において、第2回放送（2007年4月13日）から番組冒頭の挨拶で「極楽とんぼ・加藤浩次です」と名乗っていた。

### 山本圭壱の復帰以降
2015年1月19日、吉本興業との契約解除から8年半ぶりに山本が下北沢駅前劇場でお笑いライブを開催し、芸能界復帰を発表した。チラシのタレント名は「山本圭一」ではなく旧芸名の「山本圭壱」とし、ライブ出演者欄には「極楽とんぼ 山本圭壱」とコンビ名を記していた。同年の7月5日、加藤が出演したコントライブにて共演者の矢作兼（おぎやはぎ）にうながされ客席でライブを見ていた山本をステージに上げて飛び入りで出演し、2006年7月の山本の不祥事以来約9年ぶりに加藤と共演した。
2016年7月30日、『めちゃイケ』へ山本が約10年振りに出演した。番組内で加藤は、不祥事を起こして世間に迷惑をかけたことやメンバー・スタッフに正式な形で謝罪しなかったことを叱責し、コンビとして改めて関係者に謝罪。直後に2人でリングを降り、視聴者に土下座で謝罪した。また、同年夏以降に極楽とんぼとして全国で謝罪行脚のライブをする考えを明かした。加藤は以前より「いつか、コンビでお笑いライブを開催したい」とコンビ活動について口にしており、山本の『めちゃイケ』出演が決まる前からライブの準備をしていたという。
2016年11月20日付で山本がよしもとクリエイティブエージェンシーに復帰し、コンビとして活動していくことを発表した。
2017年2月19日、『極楽とんぼの吠え魂』の特番として10年ぶりにコンビで同番組に出演し、本当の最終回として放送された。
2017年3月4日・5日、『極楽とんぼ「KAKERU TV」～24時間AbemaTV生JACK〜』(AbemaTV)で24時間生放送に挑戦した。AbemaTVの過去最高となる350万視聴を記録。また番組でコンビとしての同局でレギュラー番組開始が発表され、加藤は涙を浮かべていた。ゲストとしてココリコ・ロンドンブーツ1号2号・おぎやはぎ・品川庄司・ワッキー（ペナルティ）・矢口真里・井手らっきょ・大原かおりなど50人以上の芸能人が参加した。
2018年1月2日放送の『めちゃイケ』にて山本にレギュラー復帰と伝えられるも、後日の放送ではレギュラー復帰はないと伝えられる。ただし、3月以降の放送ではクレジット上の表記が加藤浩次の後ろに移動。クレジット上はレギュラーに復帰した。最終回の放送で山本は最初から最後まで参加。正式メンバーとして総監督の片岡飛鳥から番組の卒業証書も受け取った。

## 芸風
主にコントであり、ネタは結成当時は山本がネタを作っていたが2016年からは加藤が作っている。小道具などは多く持ち込まないため、漫才コントの形になることが多い。基本スタイルは加藤がツッコミで山本がボケだが、ネタの途中でどちらかが納得いかないことがあるとキレ始め（大抵は加藤が山本に無茶振り、無理難題を強要することが多い。山本がボケのイメージが強いのもこのため）、もう一方も逆ギレして結果どちらがボケなのかツッコミなのかがわからなくなってしまう、もしくはWボケになることもある。こういった芸風は男性には人気が高かったが、好き嫌いの好みが分かれるところ。
番組では加藤がボケの役割になって暴走することが多く、山本や他の出演者が止めるスタイルが定番となっている。また、その逆のパターンで、山本の勝手な立ち振る舞いや悪ふざけに加藤が激怒してからの喧嘩コントのスタイルもよくある。また加藤がボケて山本がツッコんだり、2人ともボケたりするのもしばしば。

## 影響
三四郎の小宮浩信は極楽とんぼに憧れて芸人を目指した事を公言している。特にフェイクドキュメンタリー作品（DVD）『極楽とんぼのテレビ不適合者』については「当時フェイクドキュメンタリーというジャンルを知らなかったこともあって、それがめちゃくちゃ面白くて。ああいうバカバカしいことをやりたくて芸人を目指した」と話している。

## 出演番組
極楽とんぼとしての出演番組を記載、個別での出演番組は個人の項目を参照。

### 現在の出演番組

#### ラジオ
- アッパレやってまーす！〜土曜日です〜（2020年4月23日 - 、MBSラジオ）※土曜日の出演は2021年10月以降

#### レギュラー番組
- 極楽ラプソディ ～54からの挑戦～ （2022年4月30日 - 、SPOOX配信） - MC

### 過去の出演番組

#### テレビ
- とぶくすり（1993年4月8日 - 9月23日、フジテレビ）
  - とぶくすりZ（1994年10月10日 - 1995年3月24日、フジテレビ）
- 殿様のフェロモン（1993年10月16日 - 1994年3月26日、フジテレビ）
- 今田耕司のシブヤ系うらりんご（1995年3月27日 - 9月29日、フジテレビ）
- 最大公約ショー（1995年7月6日 - 1996年3月7日、TBS）
- めちゃ²モテたいッ!（1996年1月20日 - 9月28日、フジテレビ）
  - めちゃ²イケてるッ!（1996年10月19日 - 2006年7月8日・2018年1月2日 - 3月31日、フジテレビ）
- 素っ裸牧場（1996年10月 - 1997年9月、テレビ埼玉） - MC
  - 素っ裸高原（1997年10月 - 1998年3月、テレビ埼玉） - MC
- タモリのネタでNIGHTフィーバー!（1997年10月15日 - 1998年3月18日、フジテレビ）
- マジカル頭脳パワー (1998年1月22日)
- 笑っていいとも!（1998年4月 - 2004年3月、フジテレビ）木曜日（1998年4月 - 9月）　→　月曜日（1998年9月 - 2004年3月）レギュラー
  - 笑っていいとも!増刊号
- マチャミの全部いただきっ!!（1998年4月2日 - 1999年9月29日、日本テレビ）
- ジパング大決戦!（1998年10月22日 - 1999年2月25日、TBS）
- つよチャン堂本舗（1999年3月29日 - 1999年9月27日、日本テレビ）
- 極楽とんぼのとび蹴りヴィーナス（1999年4月 - 1999年9月、テレビ朝日） - MC
  - 極楽とんぼのとび蹴りゴッデス（1999年10月 - 2001年9月、テレビ朝日） - MC
- 恋ボーイ恋ガール（1999年4月15日 - 1999年9月9日、フジテレビ）
- 今田・極楽のエンタ（2000年4月 - 2001年3月、毎日放送） - MC
- 東京上陸バラエティー ゴズィラ（2001年4月 - 2001年12月、毎日放送）- MC
- ミナミ極楽堂（2000年4月 - 2001年9月、朝日放送） - MC
- 極楽とんぼのバスコーンだろ!!（2001年10月 - 2002年3月、テレビ朝日）  - MC
  - 極楽とんぼのバスコーンつってんだろ!!（2002年4月 - 9月、テレビ朝日） - MC
- 天才てれびくんワイド（2002年4月 - 2003年3月、NHK教育） - MC
- 本能のハイキック!（2002年4月20日 - 9月21日、フジテレビ） - MC
- 鶴瓶&なるみのほんまか（2003年10月5日 - 2004年3月28日、関西テレビ）
- ぶちぬき（2005年4月4日 - 2006年3月24日、テレビ東京） - 木曜MC
- トリハダ 〜感じるボロ〜ン〜（2005年4月12日 - 2006年3月28日、朝日放送） - MC
- 極楽とんぼのこちらササキ研究所（2006年4月6日 - 7月13日、テレビ東京） - MC
- ハジメちゃん〜あなたの大人年齢は?〜（2006年5月6日 - 7月8日、朝日放送） - MC
- ビレッジ吉本（TBS）- テレビ初出演
- 新しい波（フジテレビ）
- タモリのSuperボキャブラ天国（フジテレビ） - キャッチコピーは「東京吉本の秘密兵器」
- らぶらぶ屋（中部日本放送） MC
- 週末極楽旅→極楽とんぼの週末極楽旅（2020年10月24日・10月31日・11月7日、2021年1月13日[10] - 2024年3月25日、BS日テレ） - MC

特別番組
- 笑っていいとも!特大号（2000年は加藤のみ）
- お年玉スペシャル 笑う正月!ハッスルかましてよかですか!?（1994年1月1日、フジテレビ）
- 極楽&ココリコの芸能界ドッキリ出世大作戦!!（2001年12月31日、TBS） - 司会
- ハゲタカウォーズ!!（2006年1月3日・3月27日・7月6日、テレビ東京） - MC

#### ラジオ
- オレたちやってま〜す（MBSラジオ）
  - オレたちやってま〜す 木曜日（1998年4月 - 1999年9月）
  - オレたち×××やってま〜す 月曜日（1999年10月 - 2001年3月）
  - MBSオレたちやってま〜す 月曜日（2001年4月 - 2002年3月）
  - MBSオレたちやってま〜す 金曜日（2002年4月 - 9月）
  - MBSオレたちやってま〜す 土曜日（2002年10月 - 2003年3月）
- おしゃべりやってまーす 月曜日（インターネットラジオ K'z Station、2003年5月 - 2005年10月）
- 極楽とんぼの吠え魂（TBSラジオ、2000年10月6日 - 2006年7月21日、2017年2月19日）
- ゴチャ・まぜっ!火曜日（MBSラジオ、2005年10月4日 - 2006年7月11日）
- 極楽とんぼオレたちちょこっとやってまーす![11]（2017年4月9日 - 2020年3月28日 、MBSラジオ）
- 極楽とんぼのオールナイトニッポン[12]（2022年8月9日、ニッポン放送）

#### 配信番組
- 極楽とんぼ KAKERU TV[13][14][15]（2017年4月27日 - 2019年4月14日、AbemaTV） - MC[16]
- QUIZOOM（2020年5月4日 - 6日、AbemaTV）- MC:加藤、チャレンジャー:山本[17]
- 極楽とんぼのタイムリミット（2019年5月12日 - 2022年2月13日、Abema TV） - MC
- 迷えるとんぼちゃん（2022年3月3日 - 2022年8月11日 、Abema TV） - MC

### 映画
- ゴジラ×メガギラス G消滅作戦
- ONE PIECE THE MOVIE カラクリ城のメカ巨兵

### オリジナルビデオ
- カメレオン（1996年）

### DVD
- 極楽とんぼのテレビ不適合者 上・下巻
- 極楽とんぼのテレビ不適合者 DVD-BOX
- option2ビデオvol.8 (1995年3月6日、三栄書房)

### CM
- フジカラー「写ルンです」（1996年）
- ジャック・ホールディングス（現・カーチスホールディングス、2000年）
- 東芝ライテック「メロウZ」「ネオボールZ」（2000年 - 2002年）
- 株式会社丸商建設（宮崎・鹿児島ローカル、2022年 - ）

## ライブ
- 極楽とんぼ 単独ライブ 全国ツアー2016（2016年9月3日 - 10月15日）

## 関連人物
- 櫻庭博道

2人の東京ヴォードヴィルショー研究所時代の同期生。「劇団東京ヴォードヴィルショー」時代に加藤や山本と共にコントライブに出演する際に極楽とんぼを結成。2人の退団後も東京ヴォードヴィルショーに留まったが、現在は退団している。